# Lukeniana stevecollinsi
Lukeniana stevecollinsi (лат.) — вид бабочек рода Lukeniana из семейства Metarbelidae. Африка: Малави. Назван в честь Стива Коллинза (Steve Collins), директора-основателя Африканского института исследования бабочек (African Butterfly Research Institute, ABRI) в Карене (Найроби) за его помощь в работе.

## Описание
Длина переднего крыла около 2 см. Lukeniana stevecollinsi похож на L. carolae и L. mzuzuensis. Хотя форма ункуса гениталий и шиповидный отросток вальвы сходны у L. stevecollinsi и L. carolae, L. carolae можно легко отличить от L. stevecollinsi по короткой вальве (не длиннее внешнего края одной доли ункуса) и концу рукоятей гнатоса. Lukeniana stevecollinsi можно отличить от L. mzuzuensis по гораздо более высокому контрасту цвета передних крыльев и более тёмному рисунку передних крыльев у последнего вида. L. mzuzuensis также имеет более узкий шиповидный отросток и яйцевидные вальвы, примерно в 1,2 раза длиннее, чем внешний край лопасти ункуса. Lukeniana stevecollinsi имеет более удлинённые, прямоугольные вальвы, лишь немного более широкие у основания, и С-образный внешний край лопасти ункуса. Диагностические признаки L. stevecollinsi включают удлинённые и прямоугольные вальвы около 1,3× длиннее, чем внешний край ункуса; и переднекрыловая жилка CuA 2 с необычно широкой белой полосой, такой же широкой, как промежуток между CuA 2 и CuA 1, на бледно-охристом фоне.

## Таксономия
Вид был впервые описан в 2023 году немецкими лепидоптерологами Инго Леманном (University of Bonn, Zoological Research Museum Alexander Koenig, Бонн, ФРГ), Реза Захири и Мартином Хуземанном (Leibniz Institute for the Analysis of Biodiversity Change, Zoological Museum Hamburg, Гамбург) по типовым материалам из Африки и включён в состав рода Lukeniana (Metarbelidae).